# Bruine doornsnavel
De bruine doornsnavel (Acanthiza pusilla) is een zangvogel uit de familie Acanthizidae (Australische zangers). Het is een endemische vogelsoort uit Australië.

## Kenmerken
Dit zandbruine vogeltje heeft rode ogen en een grijze keel met smalle strepen. De lichaamslengte bedraagt 10 cm.

## Leefwijze
Deze kleine, insectenjagende vogel komt voor in bijna alle soorten bos, meestal in paartjes of kleine groepen. Hij foerageert in het struikgewas, zelden op de grond.

## Voortplanting
Het grote, ovale nest is gemaakt van gras en is vrij rommelig. Het heeft een zij-ingang en wordt op of dicht bij de grond gebouwd.

## Verspreiding en leefgebied
Deze soort komt voor in het oosten en zuiden van Australië en Tasmanië en telt zes ondersoorten:
- A. p. dawsonensis: oostelijk Queensland (noordoostelijk Australië).
- A. p. pusilla: van zuidelijk-centraal Queensland tot zuidoostelijk Zuid-Australië.
- A. p. samueli: zuidelijk-centraal Zuid-Australië.
- A. p. zietzi: Kangaroo Island (Zuid-Australië).
- A. p. diemenensis: Kent-eilanden (Straat Bass) en Tasmanië.
- A. p. magnirostris: Kingeiland (Straat Bass).

## Status
De grootte van de populatie is niet gekwantificeerd maar de soort wordt omschreven als algemeen en wijdverspreid. Op de Rode lijst van de IUCN heeft deze soort de status niet bedreigd.